# Misničkotvaré
Misničkotvaré (Lecanorales, také Discolichenes či Gymnocarpales) je řád vřeckovýtrusných lišejníků z podtřídy Lecanoromycetidae. Je charakteristický svými otevřenými diskovitými apothecii (typ plodnic) s typickým hymeniem a hypotheciem.

## Čeledi
- Alectoriaceae - vousatcovité
- Anziaceae
- Aphanopsidaceae - afanopsidovité
- Arctomiaceae
- Bacidiaceae - hůlkovkovité
- Biatorellaceae - biatorelovité
- Brigantiaeaceae
- Caliciaceae - kališenkovité
- Candelariaceae - svícníkovité
- Catillariaceae - terčovitkovité
- Cetradoniaceae
- Cladoniaceae - dutohlávkovité
- Coccocarpiaceae - kokosoplodkovité
- Crocyniaceae
- Dactylosporaceae
- Ectolechiaceae
- Gypsoplacaceae
- Haematommataceae
- Heterodeaceae
- Hymeneliaceae - misničkovkovité
- Lecanoraceae - misničkovité
- Lecideaceae - šálečkovité
- Loxosporaceae
- Megalariaceae
- Megalosporaceae
- Micareaceae - třpytkovité
- Miltideaceae
- Mycoblastaceae - houboplodkovité
- Ophioparmaceae - krevnatcovité
- Pannariaceae - panariovité
- Parmeliaceae - terčovkovité
- Phlyctidaceae - měchýřkovkoité
- Physciaceae - terčovníkovité
- Pilocarpaceae - vlasoplodkovité
- Porpidiaceae - porpidiovité
- Psoraceae - prachovkovité
- Ramalinaceae - rožďovkovité
- Rhizocarpaceae - mapovníkovité
- Sphaerophoraceae - paličkovcovité
- Stereocaulaceae - pevnokmínkovité
- Vezdaeaceae - vězdkovité